# Републикански път III-205
Републикански път IIІ-205 е третокласен път, част от републиканската пътна мрежа на България, преминаващ по територията на области Разград и Силистра. Дължината му е 79,8 км.
Пътят се отклонява наляво при 70,4-ти км на Републикански път I-2 североизточно от Разград и се насочва на североизток през Лудогорското плато. Преминава последователно през селата Ясеновец. Малко Йонково, Лудогорци и Голям Поровец и достига до град Исперих. Преминава през югозападната част на града, излиза от западната му страна и се насочва на север. Преминава през селата Свещари, Иван Шишманово и Веселец, напуска Разградска област и навлиза в Силистренска област, в ловното стопанство „Ирихисар“. Постепенно пътят слиза от Лудогорското плато и навлиза в Крайдунавската низина. Минава през село Стефан Караджа, завива на запад, минава през село Белица, завива на северозапад, а източно от село Шуменци – на север и южно от град Тутракан се съединява с Републикански път II-21 при неговия 53,9-и км.
| Пътища, отклоняващи се надясно (населено място, № на пътя, посока на пътя) | Км   | Пътища, отклоняващи се наляво (посока на пътя, № на пътя, населено място) |
| -------------------------------------------------------------------------- | ---- | ------------------------------------------------------------------------- |
| Община Разград, Област Разград, I-2, 70,4 км ←                             | 0,0  | ← 70,4 км, I-2, Област Разград, Община Разград                            |
| (за с. Недоклан) общински път ←                                            | 4,8  | → общински път (за с. Стражец)                                            |
| (за с. Мортагоново) общински път, с. Ясеновец ←                            | 7,8  | → с. Ясеновец, общински път (за с. Черковна)                              |
| (от 85,6 км на I-7) III-7002, 26,4 км →                                    | 12,7 | → общински път (за с. Черковна)                                           |
| Община Исперих                                                             | 13,7 | Община Исперих                                                            |
|                                                                            | 16,8 | → общински път (за с. Йонково)                                            |
| с. Малко Йонково                                                           | 18   | с. Малко Йонково                                                          |
| (за с. Хърсово) общински път ←                                             | 21,4 |                                                                           |
| (за с. Бърдоква) общински път, с. Лудогорци ←                              | 22,5 | → с. Лудогорци, общински път (за с. Старо селище)                         |
| с. Голям Поровец                                                           | 25,8 | → с. Голям Поровец, общински път (за с. Малък Поровец)                    |
| (до 41,9 км на I-7) II-23, 79,4 км, гр. Исперих ←                          | 31,3 | гр. Исперих                                                               |
|                                                                            | 33,2 | ← 77,5 км, II-23 (от 12,5 км на I-2)                                      |
| (за с. Вазово) общински път, с. Свещари ←                                  | 40   | → с. Свещари                                                              |
| Община Завет                                                               | 43,6 | Община Завет                                                              |
| с. Иван Шишманово                                                          | 45,7 | с. Иван Шишманово                                                         |
| с. Веселец                                                                 | 49,9 | ← с. Веселец, 28,6 км, III-4902 (от 50.4 км на II-49)                     |
| Община Главиница, Област Силистра                                          | 54,1 | Област Силистра, Община Главиница                                         |
| (за с. Осен) общински път, с. Стефан Караджа ←                             | 61,6 | → с. Стефан Караджа                                                       |
| Община Тутракан (за с. Царев дол) общински път ←                           | 63,6 | Община Тутракан                                                           |
|                                                                            | 64,9 | → общински път (за с. Преславци)                                          |
| с. Белица                                                                  | 66,3 | → с. Белица, общински път (за с. Бреница)                                 |
|                                                                            | 69,2 | → общински път (за с. Варненци)                                           |
|                                                                            | 69,2 | → общински път (за с. Шуменци)                                            |
| (до 8,8 км на I-7) II-21, 53,9 км ←                                        | 79,8 | ← 53,9 км, II-21 (от 1,5 км на I-2)                                       |

Забележка
1. ↑  На протежение от 1,9 км (от км 31,3 до км 33,2) Републикански път III-205 се дублира с Републикански път II-23 (от км 79,4 до км 77,5)